# 石炭紀
| 累代        | 代     | 紀           | 紀                   | 世               | 期                   | 基底年代 Mya |
| ----------- | ------ | ------------ | -------------------- | ---------------- | -------------------- | ------------ |
| 顕生代      | 新生代 | 新生代       | 新生代               | 新生代           | 新生代               | 66           |
| 顕生代      | 中生代 | 中生代       | 中生代               | 中生代           | 中生代               | 251.902      |
| 顕生代      | 古生代 | ペルム紀     | ペルム紀             | ローピンジアン   | チャンシンジアン     | 254.14       |
| 顕生代      | 古生代 | ペルム紀     | ペルム紀             | ローピンジアン   | ウーチャーピンジアン | 259.1        |
| 顕生代      | 古生代 | ペルム紀     | ペルム紀             | グアダルピアン   | キャピタニアン       | 265.1        |
| 顕生代      | 古生代 | ペルム紀     | ペルム紀             | グアダルピアン   | ウォーディアン       | 268.8        |
| 顕生代      | 古生代 | ペルム紀     | ペルム紀             | グアダルピアン   | ローディアン         | 272.95       |
| 顕生代      | 古生代 | ペルム紀     | ペルム紀             | シスウラリアン   | クングーリアン       | 283.5        |
| 顕生代      | 古生代 | ペルム紀     | ペルム紀             | シスウラリアン   | アーティンスキアン   | 290.1        |
| 顕生代      | 古生代 | ペルム紀     | ペルム紀             | シスウラリアン   | サクマーリアン       | 293.52       |
| 顕生代      | 古生代 | ペルム紀     | ペルム紀             | シスウラリアン   | アッセリアン         | 298.9        |
| 顕生代      | 古生代 | 石炭紀       | ペンシルバニアン亜紀 | 後期             | グゼリアン           | 303.7        |
| 顕生代      | 古生代 | 石炭紀       | ペンシルバニアン亜紀 | 後期             | カシモビアン         | 307          |
| 顕生代      | 古生代 | 石炭紀       | ペンシルバニアン亜紀 | 中期             | モスコビアン         | 315.2        |
| 顕生代      | 古生代 | 石炭紀       | ペンシルバニアン亜紀 | 前期             | バシキーリアン       | 323.2        |
| 顕生代      | 古生代 | 石炭紀       | ミシシッピアン亜紀   | 後期             | サープコビアン       | 330.9        |
| 顕生代      | 古生代 | 石炭紀       | ミシシッピアン亜紀   | 中期             | ビゼーアン           | 346.7        |
| 顕生代      | 古生代 | 石炭紀       | ミシシッピアン亜紀   | 前期             | トルネーシアン       | 358.9        |
| 顕生代      | 古生代 | デボン紀     | デボン紀             | 後期             | ファメニアン         | 372.2        |
| 顕生代      | 古生代 | デボン紀     | デボン紀             | 後期             | フラニアン           | 382.7        |
| 顕生代      | 古生代 | デボン紀     | デボン紀             | 中期             | ジベティアン         | 387.7        |
| 顕生代      | 古生代 | デボン紀     | デボン紀             | 中期             | アイフェリアン       | 393.3        |
| 顕生代      | 古生代 | デボン紀     | デボン紀             | 前期             | エムシアン           | 407.6        |
| 顕生代      | 古生代 | デボン紀     | デボン紀             | 前期             | プラギアン           | 410.8        |
| 顕生代      | 古生代 | デボン紀     | デボン紀             | 前期             | ロッコヴィアン       | 419.2        |
| 顕生代      | 古生代 | シルル紀     | シルル紀             | プリドリ         |                      | 423          |
| 顕生代      | 古生代 | シルル紀     | シルル紀             | ラドロー         | ルドフォーディアン   | 425.6        |
| 顕生代      | 古生代 | シルル紀     | シルル紀             | ラドロー         | ゴースティアン       | 427.4        |
| 顕生代      | 古生代 | シルル紀     | シルル紀             | ウェンロック     | ホメリアン           | 430.5        |
| 顕生代      | 古生代 | シルル紀     | シルル紀             | ウェンロック     | シェイウッディアン   | 433.4        |
| 顕生代      | 古生代 | シルル紀     | シルル紀             | ランドベリ       | テリチアン           | 438.5        |
| 顕生代      | 古生代 | シルル紀     | シルル紀             | ランドベリ       | アエロニアン         | 440.8        |
| 顕生代      | 古生代 | シルル紀     | シルル紀             | ランドベリ       | ラッダニアン         | 443.8        |
| 顕生代      | 古生代 | オルドビス紀 | オルドビス紀         | 後期             | ヒルナンシアン       | 445.2        |
| 顕生代      | 古生代 | オルドビス紀 | オルドビス紀         | 後期             | カティアン           | 453          |
| 顕生代      | 古生代 | オルドビス紀 | オルドビス紀         | 後期             | サンドビアン         | 458.4        |
| 顕生代      | 古生代 | オルドビス紀 | オルドビス紀         | 中期             | ダーリウィリアン     | 467.3        |
| 顕生代      | 古生代 | オルドビス紀 | オルドビス紀         | 中期             | ダーピンジアン       | 470          |
| 顕生代      | 古生代 | オルドビス紀 | オルドビス紀         | 前期             | フロイアン           | 477.7        |
| 顕生代      | 古生代 | オルドビス紀 | オルドビス紀         | 前期             | トレマドキアン       | 485.4        |
| 顕生代      | 古生代 | カンブリア紀 | カンブリア紀         | フロンギアン     | ステージ10           | 489.5        |
| 顕生代      | 古生代 | カンブリア紀 | カンブリア紀         | フロンギアン     | ジャンシャニアン     | 494          |
| 顕生代      | 古生代 | カンブリア紀 | カンブリア紀         | フロンギアン     | ペイビアン           | 497          |
| 顕生代      | 古生代 | カンブリア紀 | カンブリア紀         | ミャオリンギアン | ガズハンジアン       | 500.5        |
| 顕生代      | 古生代 | カンブリア紀 | カンブリア紀         | ミャオリンギアン | ドラミアン           | 504.5        |
| 顕生代      | 古生代 | カンブリア紀 | カンブリア紀         | ミャオリンギアン | ウリューアン         | 509          |
| 顕生代      | 古生代 | カンブリア紀 | カンブリア紀         | シリーズ2        | ステージ4            | 514          |
| 顕生代      | 古生代 | カンブリア紀 | カンブリア紀         | シリーズ2        | ステージ3            | 521          |
| 顕生代      | 古生代 | カンブリア紀 | カンブリア紀         | テレニュービアン | ステージ2            | 529          |
| 顕生代      | 古生代 | カンブリア紀 | カンブリア紀         | テレニュービアン | フォーチュニアン     | 541          |
| 原生代      | 原生代 | 原生代       | 原生代               | 原生代           | 原生代               | 2500         |
| 太古代      | 太古代 | 太古代       | 太古代               | 太古代           | 太古代               | 4000         |
| 冥王代      | 冥王代 | 冥王代       | 冥王代               | 冥王代           | 冥王代               | 4600         |
| 1. 2. 3. 4. |        |              |                      |                  |                      |              |

石炭紀（せきたんき、Carboniferous period）は、地質時代の区分のひとつ。古生代の後半で、デボン紀の後、ペルム紀の前の時代を指し、これはおおよそ現在より3億5920万年前から2億9900万年前までの時期にあたる。この期間はデボン紀末の大量絶滅からペルム紀直前の数百万年に及ぶ氷河時代で区切られている。
名前の由来はこの時代の地層から多く石炭を産することによる。この地層から石炭を産するのは当時非常に大きな森林が形成されていたことの傍証となる。
北米では石炭紀の前半をミシシッピ紀（Mississippian）、後半をペンシルベニア紀 (Pennsylvanian) と呼ぶ研究者もいる。これらはおおよそ3億2300万年前よりも前か後かで分けられる。

## 生物
陸上では、シダ植物が発達し、昆虫や両生類が栄えた。この時代、両生類から陸上生活に適応した有羊膜類が出現し、やがて二つの大きなグループが分岐した。竜弓類（鳥類を含む爬虫類へとつながる系統）と単弓類（哺乳類へと繋がる系統）である。当時の爬虫類ではヒロノムスなどが知られている。また、パレオディクティオプテラやゴキブリの祖先プロトファスマなど翅を持った昆虫が初めて出現した。これらは史上初めて空へ進出した生物である。
デボン紀から引き続いて節足動物の巨大化も著しく、全長45cmの巨大ウミサソリ（メガラクネ）や翼長70cmの巨大オオトンボ（メガネウラ）、全長2mの巨大ヤスデ（アースロプレウラ）などが発見されている。これらの節足動物は陸上進出を果たした両生類や有羊膜類の貴重な蛋白源になったといわれている。逆に三葉虫は衰えてプロエトゥス目（またはプロエタス目）のみとなった。末期には数百万年に渡る氷河時代が到来し多くの生物が死滅した。
巨大なシダ類が繁栄し、中でもリンボク（レピドデンドロン）は大きいもので直径2m、高さ38mのものが存在し、このような巨大なシダ類が湿地帯に大森林を形成していた。これらの巨木は標準的なものでも20m〜30mの高さがあった。
アメリカのイリノイ州には石炭紀の無脊椎動物の化石を多く産出する地層があり、ここから発見される動物群を特にメゾンクリーク動物群と呼ぶ。メゾンクリーク動物群には腕足類やウミユリなどが多く含まれ、トリモンストラム・グレガリウム（トゥリモンストゥルム）など異様な形態の動物も見受けられる。
後期にはエダフォサウルスなどの単弓類（哺乳類型爬虫類）が繁栄していく。

## 環境
多くの地域は年間を通して季節の変化はあまりなく、1年中湿潤な熱帯気候であったといわれる。一方で南極では氷河が形成されるなど、寒冷化が進行しつつあった。石炭紀には木材のリグニンを分解できる菌類が十分に進化しておらず森林の繁栄により大量の炭素が石炭として固定化され、ペルム紀初期の大気中の酸素濃度は35%に達したといわれる（現代は21%）。このことが動植物の大型化を可能にしたと考えられている。

また、植物が繁栄したことで大量の二酸化炭素が吸収され、その多くが大気中に還元されずに石炭化していったため、大気中の二酸化炭素濃度が激減した。これが寒冷化と氷河の発達、ひいては氷河時代の一因とされる。

単弓類（哺乳類型爬虫類）が一番栄えたのは石炭紀に次ぐペルム紀（2億9900万年前から2億5100万年前頃）であり、高酸素下で呼吸に支障はなかった。その後、二酸化炭素低下による寒冷化に伴う植物の炭素固定能の減退及び菌類によるリグニンの分解などにより酸素濃度は減少し続け、最終的にジュラ紀前期の約2億年前には酸素濃度は12%まで低下した。哺乳類型爬虫類の一部や哺乳類が獲得していた横隔膜式の呼吸は低酸素下では換気能の低さが問題となった。鳥類は気嚢を持ち、鳥類の祖先である恐竜（少なくとも竜盤目）も同様に換気能の高い気嚢を持ち、低酸素下で支障がなかったと考えられている。この低酸素環境が哺乳類型爬虫類の大部分の絶滅を引き起こし、中生代の恐竜の発展の一因となったと考えられている。
巨大な陸塊であるゴンドワナ大陸の南部が南極にあったこともあり、ここには大規模な氷河（氷床）が形成されていき、終盤に氷河時代が訪れた。

## 地質
地質的にはバリスカン造山運動の活動期に当たる。デボン紀から存在していたライク海（リーク海、レーイック海またはミドローピアン海とも呼ぶ）はゴンドワナ大陸とユーラメリカ大陸にはさまれて末期には消滅し、これがやがて次の時代のパンゲア大陸となる。ライク海の消滅と歩調をあわせるかのように生物の陸上進出も進んだ。
この他にもシベリア大陸、カザフ大陸（カザフスタニア）などの小さな大陸が存在していた。